# Al-Wakra
Al-Wakra, Wakra (arab. الوكره) – miasto we wschodnim Katarze; 265 tys. mieszkańców (2020). Stolica prowincji o tej samej nazwie. Czwarte co do wielkości miasto kraju.